# Celtic Woman

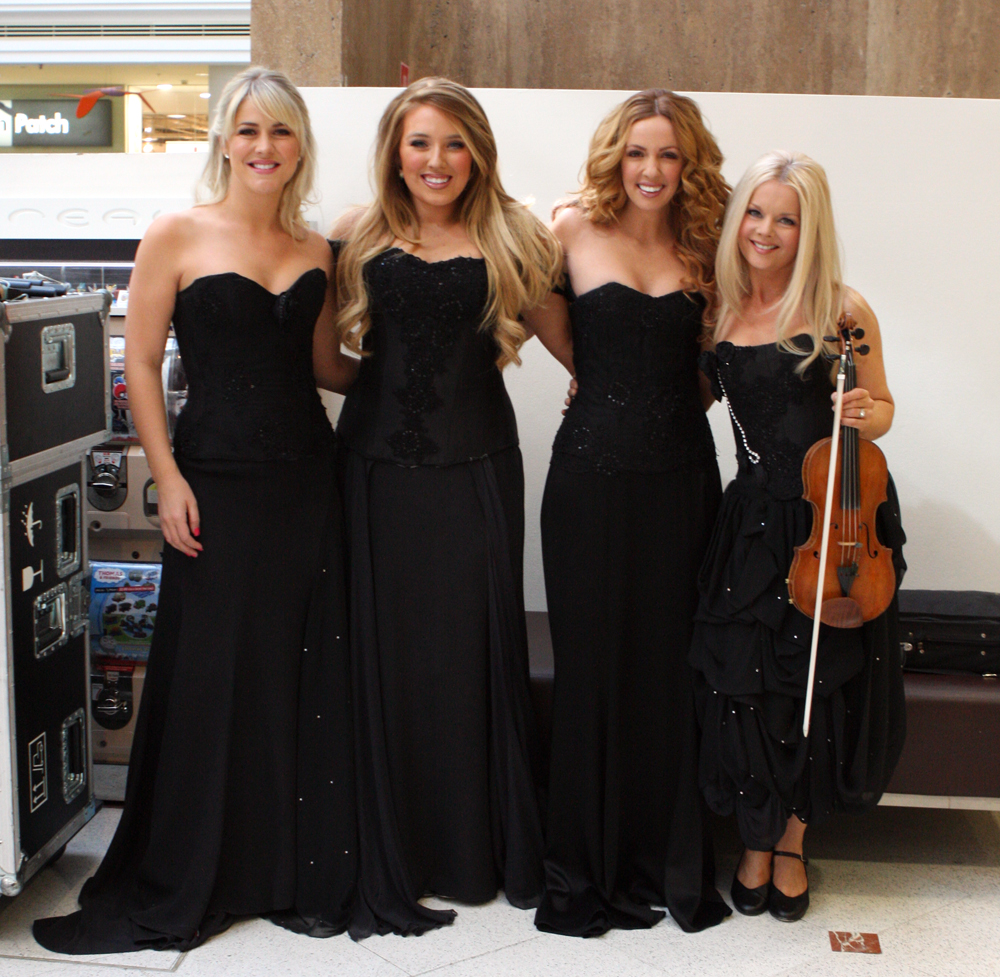
van links naar rechts: Susan McFadden (verving zwangere Lisa Kelly op tournee in 2012), Chloë Agnew, Lisa Lambe en Máiréad Nesbitt

Celtic Woman is een Iers muziekensemble bestaande uit de zangeressen Lisa Lambe, Mairéad Carlin, Muirgen O'Mahony en violiste Tara McNeill. De groep speelt Keltische muziek evenals moderne liederen. De groep heeft dertien albums waaronder vier kerstalbums uitgebracht in Europa en verscheidene tournees gedaan door heel de wereld.
Voormalige leden van de groep zijn Chloë Agnew, Órla Fallon, Méav Ní Mhaolchatha, Deirdre Shannon, Hayley Westenra, Alex Sharpe, Lynn Hilary, Lisa Kelly, Máiréad Nesbitt, Susan McFadden, Éabha McMahon en Megan Walsh. Deirdre Shannon wordt echter niet vermeld op de website van Celtic Woman.

## Geschiedenis
De groep werd aanvankelijk samengesteld door David Downes voor een optreden op 15 september 2004 in het The Helix theater in Dublin, Ierland. De oorspronkelijke leden van de groep waren Chloë Agnew, Órla Fallon, Lisa Kelly, Méav Ní Mhaolchatha en Máiréad Nesbitt. Het optreden werd in maart 2005 uitgezonden door PBS in de Verenigde Staten. Hun eerste album, Celtic Woman, bereikte spoedig de eerste plaats op de World Music hitparade van het tijdschrift Billboard. Het hield deze positie vast voor een recordaantal van 68 weken. De live-uitvoering in The Helix werd op dvd uitgebracht evenals een studioalbum.
Hun tweede album Celtic Woman: A Christmas Celebration werd op 19 oktober 2006 uitgebracht. Het album stootte hun eerste album van de eerste plaats in de World Music hitparade waardoor de groep zowel de eerste als de tweede plaats bezette in deze ranglijst.
Op 23 en 24 augustus 2006 hield de groep een optreden in Slane Castle in County Meath, Ierland. Dit optreden werd in december 2006 uitgezonden door PBS. Het derde album, Celtic Woman: A New Journey, werd op 30 januari 2007 uitgebracht op dvd, tegelijkertijd met het uitbrengen van de live-uitvoering. Het album bereikte de eerste plaats op de World Music hitparade en de vierde plaats op de Billboard 200 hitparade. De groep bezette nu de eerste drie plaatsen van deze ranglijst.
In 2007 won Celtic Woman een European Border Breakers Award. De European Border Breakers Awards zijn prijzen die jaarlijks worden uitgereikt aan tien jonge veelbelovende Europese artiesten die het jaar ervoor succesvol buiten de eigen landsgrenzen debuteerden.
Op 28 oktober 2008 werd het vierde album uitgebracht, genaamd Celtic Woman: The Greatest Journey. Het bevat voornamelijk nummers van hun debuutalbum en het album A New Journey. Daarnaast bevat het drie nieuwe nummers.
Op 25 januari 2010 volgde het vijfde album, getiteld Celtic Woman: Songs from the Heart. Deze werd zowel op CD als DVD uitgebracht, de DVD bevat de registratie van een concert in de Powerscourt House and Gardens.
Het zesde album, getiteld Celtic Woman: Believe, verscheen in 2012.

## Tournees
De groep heeft drie tournees gedaan in de Verenigde Staten, waarvan een voor hun debuutalbum Celtic Woman en twee voor Celtic Woman: A New Journey. Daarnaast heeft de groep optredens in andere landen gedaan.
De groep The High Kings heeft als openingsact gespeeld voor de tournee van Celtic Woman: A New Journey.

## Leden
De oorspronkelijke leden van de groep zijn Chloë Agnew, Órla Fallon, Lisa Kelly, Méav Ní Mhaolchatha en Máiréad Nesbitt. Tijdens de zwangerschap van Ní Mhaolchatha in 2005 verving Deirdre Shannon haar tijdens de tournees. Shannon verliet de groep in februari 2006 en Ní Mhaolchatha keerde terug voor de opnames en tournee van het album A New Journey.
Op 6 september 2006 werd bekend dat Hayley Westenra lid werd van de groep. Westenra heeft ook afgewisseld met Ní Mhaolchatha tijdens de tournees. Op 20 augustus 2007 werd bekend dat Ní Mhaolchatha zich wilde richten op haar solocarrière. Lynn Hilary verving haar voor het eerst op 10 oktober 2007 in Estero, Florida.
In 2008 werd Lisa Kelly wegens zwangerschap vervangen door Alex Sharpe tijdens de tournees van A New Journey.
In 2009 werd bekend dat Órla Fallon zich ging richten op haar solo-album en haar gezin. Haar plaats wordt ingevuld door Alex Sharpe.
In november 2010, na hun tournee door Australië, maakte Lynn Hilary bekend de groep te verlaten.
Op 7 augustus 2016 maakte Máiréad Nesbitt bekend dat ze Celtic Woman ging verlaten om aan haar eigen album te werken. Ze wordt vervangen door Tara McNeill.
De groep bestaat nu nog uit  Lisa Lambe, Mairéad Carlin, Muirgen O'Mahony en violiste Tara McNeill.

## Discografie

### Albums
| Album met eventuele hitnotering(en) in de Nederlandse Album Top 100 | Datum van verschijnen | Datum van binnenkomst | Hoogste positie | Aantal weken | Opmerkingen   |
| ------------------------------------------------------------------- | --------------------- | --------------------- | --------------- | ------------ | ------------- |
| Celtic Woman                                                        | 26-05-2006            | 23-09-2006            | 26              | 5            |               |
| Celtic Woman: A Christmas Celebration                               | 2006                  | -                     |                 |              |               |
| Celtic Woman: A New Journey                                         | 23-02-2007            | 24-03-2007            | 92              | 1            |               |
| The Greatest Journey - Essential collection                         | 19-09-2008            | -                     |                 |              | Verzamelalbum |
| Songs From The Heart                                                | 25-01-2010            | 06-08-2011            | 34              | 12           |               |
| Believe                                                             | 16-03-2012            | 24-03-2012            | 23              | 8            |               |

| Album met hitnotering(en) in de Vlaamse Ultratop 200 albums | Datum van verschijnen | Datum van binnenkomst | Hoogste positie | Aantal weken | Opmerkingen |
| ----------------------------------------------------------- | --------------------- | --------------------- | --------------- | ------------ | ----------- |
| Celtic Woman                                                | 2006                  | 07-10-2006            | 11              | 21           |             |
| Celtic Woman: A Christmas Celebration                       | 2006                  | 23-12-2006            | 83              | 2            |             |
| Celtic Woman: A New Journey                                 | 2007                  | -                     | -               | -            |             |
| Celtic Woman: The Greatest Journey                          | 2008                  | -                     | -               | -            |             |
| Celtic Woman: Songs from the Heart                          | 2009                  | 09-07-2011            | 30              | 18           |             |
| Celtic Woman: Lullaby                                       | 2011                  | -                     | -               | -            |             |
| Celtic Woman: An Irish Journey                              | 2011                  | -                     | -               | -            |             |
| Celtic Woman: A Celtic Christmas                            | 2011                  | -                     | -               | -            |             |
| Celtic Woman: Believe                                       | 2012                  | 24-03-2012            | 54              | 14           |             |
| Celtic Woman: Home for Christmas                            | 2012                  | -                     | -               | -            |             |
| Celtic Woman: Emerald - Musical Gems                        | 2014                  | 08/03/2014            | 157             | 2            |             |
| Celtic Woman: Destiny                                       | 2015                  | 23/01/2016            | 132             | 3            |             |
| Celtic Woman: Voices of Angels                              | 2016                  | -                     | -               | -            |             |

### Dvd's
| Dvd's met hitnoteringen in de Nederlandse Music Top 30 | Datum van verschijnen | Datum van binnenkomst | Hoogste positie | Aantal weken | Opmerkingen |
| ------------------------------------------------------ | --------------------- | --------------------- | --------------- | ------------ | ----------- |
| Celtic woman                                           | 2006                  | 30-09-2006            | 19              | 3            |             |
| A new journey - Live at Slane castle, Ireland          | 2007                  | 24-03-2007            | 15              | 5            |             |
| Songs from the heart - live                            | 2011                  | 13-08-2011            | 5               | 3            |             |
| Believe live                                           | 2012                  | 24-03-2012            | 8               | 8            |             |
| Home for Christmas - Live from Dublin                  | 2013                  | 16-11-2013            | 23              | 1            |             |